# Hrant Šahinjan
Hrant Šahinjan (30. července 1923, Gjulagarak – 29. května 1996, Jerevan) známý také jako Grant Šaginjan byl arménský sportovní gymnasta závodící za Sovětský svaz, vícenásobný medailista na OH 1952 v Helsinkách (1. místo víceboj družstev, 1. místo kruhy, 2. místo víceboj jednotlivců, 2. místo kůň našíř) a Mistrovství světa 1954 v Římě (1. místo víceboj družstev, 1. místo kůň našíř, 3. místo víceboj jednotlivců).
Svých úspěchů dosáhl navzdory tomu, že si v bojích druhé světové války poranil nohu, z kteréhož zranění se nikdy docela nezotavil. Po skončení sportovní kariéry založil v roce 1958 v Arménii sportovní školu mládeže, kterou vedl až do smrti.